# Tim Eitel
Tim Eitel (* 1971 in Leonberg) ist ein deutscher Maler. Er gilt als Vertreter der so genannten Neuen Leipziger Schule.

## Leben
Tim Eitel studierte in Stuttgart einige Semester Romanistik, Germanistik und Philosophie, bevor er nach Halle wechselte, wo er zwei Jahre lang an der Hochschule für Kunst und Design Burg Giebichenstein Freie Kunst belegte. Von 1997 bis 2001 studierte Eitel an der Hochschule für Grafik und Buchkunst Leipzig. Bis 2003 war er Meisterschüler bei Arno Rink und 2002 Mitgründer der Produzentengalerie Liga in Berlin, die von elf ehemaligen Studenten der HGB getragen wurde, unter anderen von Christoph Ruckhäberle, David Schnell, Matthias Weischer und Tom Fabritius. Für die Ausstellungen dieser heterogenen Künstlergruppe wurde von der Presse 2002 der Begriff „Neue Leipziger Schule“ (NLS) gebildet. Die Produzentengalerie Liga löste sich nach zweijährigem Bestehen 2004 wieder auf.
Tim Eitel lebte und arbeitete in Leipzig und Berlin, bevor er erst nach Los Angeles, New York und dann nach Paris umzog. Sein Werk ist dem Realismus und der Romantik verpflichtet.

## Werk
Eitels Bilder bestehen im Wesentlichen aus monochromen Farbflächen und Farbkontrasten. Zumeist werden einzelne Figuren fotografisch genau im Raum dargestellt. Zu sehen ist diese ultrarealistische Abbildung im Werk Hamburg (2003), wo eine von hinten abgebildete Frau zu sehen ist, deren zusammengebundene blonde Haare und heller Anorak den Eindruck entstehen lassen, hier hätte Eitel wirklich von einer Fotografie „abgemalt“. Wenn Eitel Innenräume abbildet, dann tragen die abgebildeten Figuren moderne Kleidung und bewegen sich in modernen Räumen; ganz oft sind diese Innenräume die Ausstellungshallen von Kunstmuseen. Die Figuren betrachten Bilder (zum Beispiel von Mondrian, den Eitel in mehreren Werken mit einem Bild-in-Bild-Stilmittel zitiert).
Nach einem ersten fotografischen oder fotorealistischen Eindruck werden bei näherer Betrachtung zahlreiche Spuren des Mediums Malerei sichtbar: In einem frühen Werk wie Sailor Moon / Chibi (2001) zeigen sich „Pinselspuren, Übermalungen – so als hätte der Künstler Mühe gehabt, eine glatte Fläche zu malen“. Sie sind Elemente reiner Malerei, so Sara Tröster Klemm. Gerade in den Jahren zwischen 2000 und 2005 entschied Tim Eitel sich, das Medium des Bildes – die Malerei – überdeutlich sichtbar zu machen. Zu dieser ausgeprägten Selbstreflexivität des Mediums bei Eitel gehören Inkongruenzen in der Darstellung des Raumes, versteckte Elemente von geometrischer Abstraktion in realistischen Szenerien: Dies führt dazu, dass seine Werke oberflächlich betrachtet einfach und klar wirken, sich bei genauerem Hinsehen jedoch zunehmend Widersprüche herauskristallisieren.
Die Frage, ob Eitels Bilder wirklich so „Clear and straightforward“ sind, wie er es selbst schon formulierte – aber auch sofort wieder dementierte, erübrigt sich fast von selbst. Die Rezensionen fallen bei ihm sehr unterschiedlich aus. Er wird als streitbarer Künstler besprochen, bei dem sich die Meinungen teilen, was ein Qualitätsmerkmal an sich ist: Im Magazin The New Yorker erschien 2007 eine in humoristischer „Rezeptform“ verfasste Kritik, in welcher Eitels Stil als durchschaubar und leicht nachahmbar dargestellt wurde. Geradezu elektrisiert schwärmte dagegen Jonathan T. D. Neil im Magazin ArtReview, Eitel sei möglicherweise der beste lebende Maler überhaupt. Neil ist zu diesem Zeitpunkt Direktor des Sotheby’s Institute of Art in Los Angeles.
Seine Museumsbilder, die er noch ganz am Anfang seiner Karriere als Maler schuf sind immer auch „eine intensive Auseinandersetzung mit dem Medium Malerei in einer Zeit (...), in der die Malerei für tot erklärt worden war, in der sie sich gegenüber anderen und neueren Medien neu positionieren musste.“ Um die Jahrtausendwende war diese Thematik erneut hoch aktuell. Bis heute wird an Kunsthochschulen diskutiert, ob Malerei im Zeitalter von Multimedia und Computerkunst überhaupt noch zeitgemäß sei.
Das Investigative wurde bislang wohl nicht unbedingt der bildenden Kunst zugeordnet. Der Künstler selbst bezeichnete sein Werk „als kritisch im philosophischen Sinn des Wortes. Als Untersuchung.“ Hierdurch mischt sich ein konzeptueller Aspekt in seine Malerei: Angefangen bei hippen Museumsbesuchern, intellektuellen Bildbetrachtern, bis hin zu Obdachlosen, Sinti, Roma und Occupy-Aktivisten entwickelte sich das motivische Spektrum und die Bildsprache von Tim Eitel. In hohem Grade reflektiert er das Medium der Malerei und die Rolle des Betrachters.
Eitel wurde vor allem in Bezug gesetzt zu Künstlern wie Caspar David Friedrich, Mondrian, Edward Hopper und Alex Katz. Tröster Klemm stellt erstmals seine tiefe Verwurzelung in der altniederländischen und barocken Malereitradition, als auch in der konzeptuellen Fotografie mit Fokus auf Thomas Struths Serie der „Museum Photographs“ dar. Mit diesen Veränderungen eröffneten sich auch immer wieder neue gedankliche Sinnschichten. Die dramatische Verdunklung der Bilder verlief beispielsweise parallel zu Tim Eitels Übersiedlung in die USA.
Einen Aspekt seines Schaffens stellen Bilder im Bild dar. Der Kunsthistoriker Wolfgang Kemp setzte sich ausführlich mit deren Bedeutung auseinander. Eitel bezog sich unter anderem auf Mondrian, Barnett Newman und Thomas Struth, indirekt auch auf Géricault. Grundsätzliche malerische Fragen zum Verhältnis von Figur, Raum und Fläche sowie zur Institutionalisierung von Kunst sind für den Künstler wichtige Motive.
Einen Platz in seinem Arbeitsprozess bzw. in der Anfangsphase eines jeden Gemäldes nimmt die von Eitel so genannte „Fotoskizze“ ein. Diese leitet über zur Auseinandersetzung mit der Selbstbehauptung der gegenständlichen Malerei im Spannungsfeld von Abstraktion, Fotografie und den Neuen Medien. Die Rolle der Malerei im Medienzeitalter wird thematisiert. Eitels Malerei kann auch als Kommentar zur medialen Bilderflut im Dialog mit der aktuellen Bildwissenschaft um Gottfried Boehm betrachtet werden.
Besonders ist Eitels Wahrnehmung und Darstellung des ambivalenten Verhältnisses des modernen Menschen zur Natur. Im Spannungsfeld von Natur und Kultur erscheint die Zivilisation als Fremdkörper in einer Naturumgebung. Baudelaires „Le peintre de la vie moderne“ wird von Eitel rezipiert. Nicht nur fällt Eitels Auseinandersetzung mit der deutschen Romantik, sondern auch mit Edouard Manet auf. Ein weiteres Thema, welches hier zum Tragen kommt, ist der soziale und gesellschaftliche Aspekt von Eitels Malerei, die Kommunikationslosigkeit innerhalb seiner Bilder und die Funktion und Bedeutung der Bühnenmetapher.
Ein großer Teil von Eitels Werk widmet sich den Schattenseiten des Amerikanischen Traumes. Eitels Darstellungen existenziellen Elends werden mit kunsttheoretischen Schriften zum Stillleben und Genre verknüpft. Mittels Lessings „Laokoon“, Plinius’ Begriff der Rhyparographie und Michalskis „ästhetischer Grenze“ wird angeblich die häufige Kritik an Eitels Bildern des Elends ausgehebelt. Die Obdachlosigkeit als extremste Form von Armut als Sujet in der Kunst wirft die Frage von Sozialkritik und Gesellschaftsanalyse in der Malerei auf. Die Darstellung von Armut und Elend in der Kunstgeschichte wird mit besonderem Bezug auf Gustave Courbet, Edouard Manet und Duane Hanson sowie auf die sozialkritische Fotografie behandelt. Edward Hopper, mit dem Eitel immer wieder assoziiert wurde, wird mit Hinblick auf die Einsamkeit und die Melancholie in beider Kunst besprochen. Neben der Kontextualisierung mit der niederländischen Genre- und Stilllebenmalerei des 17. Jahrhunderts werden die menschenleeren Bilder Eitels auch mit dem calvinistischen Bilderverbot der Frühen Neuzeit in Verbindung gebracht. Mit der Darstellung von Roma, Hungerstreikenden, Obdachlosen und Occupy-Aktivisten widmete Eitel sich den „urbanen Nomaden“, deren Lebensrealität und temporäre Architekturen er im Bild festhält. Dadurch ergeben sich Korrespondenzen zu Installations- und Konzeptkünstlern wie Thomas Hirschhorn oder Jan de Cock. Die Grau- und Schwarztonigkeit steht unter anderem im Zusammenhang mit der Malerei von Gustave Courbet, Max Beckmann und Ad Reinhardt. Im Hinblick auf Narration und Format in Eitels Bildern erscheinen die Schriften von Roland Barthes, Michail Bachtin, Norman Bryson und Mieke Bal besonders relevant.

## Auszeichnungen
- 2002 Landesgraduiertenstipendium des Freistaates Sachsen
- 2003 Marion-Ermer-Preis

## Ausstellungen (Auswahl)
- 2000: „Frühjahrskollektion“, Künstlergilde Ulm
- 2001: „die Erotikausstellung“, Galerie Rainer Wehr, Stuttgart
- 2002: „5 aus 11“, Galerie LIGA, Berlin; „Landnahme“, Galerie EIGEN + ART, Leipzig
- 2003: „sieben mal malerei“, Museum der bildenden Künste, Leipzig
- 2004: „Tim Eitel – Terrain“, Museum zu Allerheiligen, Schaffhausen
- 2005: „PORTRAIT“, Galerie Eigen + Art, Berlin
- 2006: „Made in Leipzig. Bilder aus einer Stadt“, Essl Museum – Kunst der Gegenwart, Klosterneuburg/Wien
- 2008: „Die Bewohner“, Kunsthalle Tübingen und Kunsthalle zu Kiel
- 2009: „BRANDNEU. Ankäufe 2007–2008“, Essl Museum – Kunst der Gegenwart, Klosterneuburg/Wien
- 2010: „Message to home“, Galerie Eigen + Art, Berlin
- 2010: „Touched“, Liverpool Biennale
- 2010: „If not in this period of time – Contemporary German Painting“, Museu de Arte de Sao Paulo
- 2011: „The Placeholders“, Hakgojae Gallery, Seoul
- 2013: „Elsewhere“, Rochester Art Center, Rochester, USA
- 2013: „Besucher“, Essl Museum – Kunst der Gegenwart, Klosterneuburg/Wien
- 2014: „Sonne und Nebel“, Galerie Eigen + Art, Berlin
- 2015: „Tomorrow. 2 Seconds Later“, Galerie Jousse Entreprise, Paris
- 2015: „Deutsche Kunst nach 1960“, Essl Museum – Kunst der Gegenwart, Klosterneuburg/Wien
- 2015: „GRAY WOULD BE THE COLOR, IF I HAD A HEART“, Marc Straus, NY
- 2016: „With the past, I have nothing to do“, Einzelausstellung, Galerie Eigen + Art, Berlin
- 2019: „Offene Wände“, Einzelausstellung, Museum der bildenden Künste, Leipzig
- 2022: „Sommergast 2022: Tim Eitel. Die neue Nähe“, Paula Modersohn-Becker Museum, Bremen[19]
- 2024: „Tim Eitel“, Kunsthalle Rostock[20]